# Distretto urbano di Chesham
Il distretto urbano di Chesham era dal 1894 al 1974 un distretto del governo locale nella contea amministrativa del Buckinghamshire, in Inghilterra. Il distretto urbano ha assunto le responsabilità dello smantellato distretto del governo locale di Chesham.
La popolazione nel 1921 era di 1 155 abitanti, che nel 1931 era aumentata fino a 1 418 abitanti. Nell'aprile del 1934 il distretto urbano fu ampliato con l'aggiunta di parti delle parrocchie adiacenti di Ashley Green, Chartridge, Chesham Bois e Latimer.
Il 20 febbraio 1961 fu istituito il motto "'Serve One Another'". Dopo essere stato abolito, il motto fu adottato dal Consiglio comunale di Chesham, che succedette al distretto urbano come primo livello del governo locale per Chesham.
Nel 1974, sotto il Local Government Act 1972, il distretto urbano di Chesham si unì al distretto rurale di Amersham che lo circondò totalmente per formare il distretto di Chiltern.